# Heterogyrini
Los heterogirinos (Heterogyrini) son una tribu de coleópteros adéfagos  perteneciente a la familia Gyrinidae. 

## Géneros
Tiene los siguientes géneros.
- Heterogyrus[1]